# 紹埃

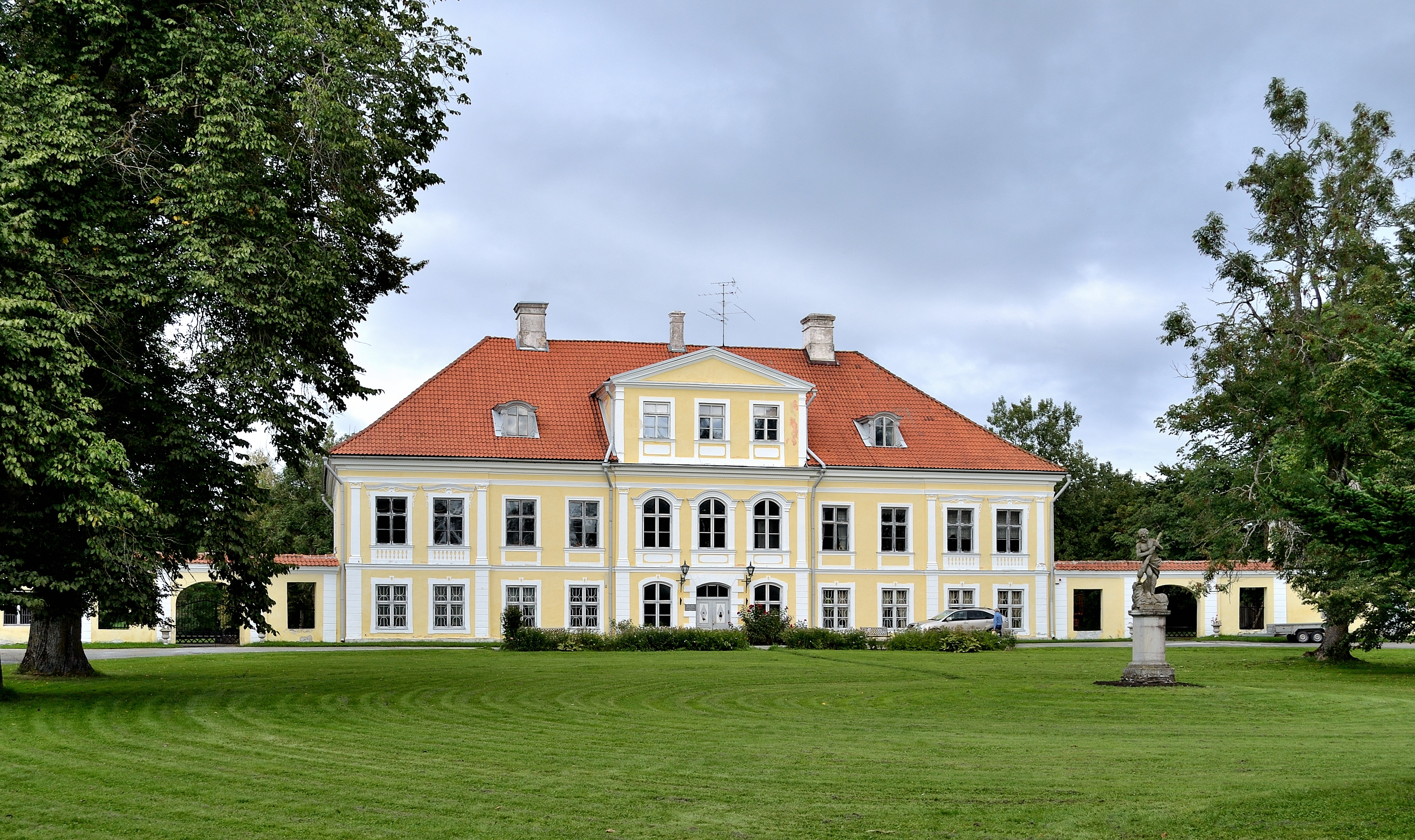
绍埃庄园

紹埃是愛沙尼亞哈爾尤縣绍埃市镇的非独立市及行政中心，位於該國西北部，距離首都塔林18公里，海拔高度44米，面積3.49平方公里，市里的城堡在1972年建成，2006年人口5,600。
绍埃市曾是一个单独的市镇。2017年爱沙尼亚行政改革后，绍埃市与其他市镇一起合并为新的绍埃市镇。

## 外部連結
- 绍埃市镇官方网站 （页面存档备份，存于） （文）